# Bônus do Tesouro Nacional
O Bônus do Tesouro Nacional (BTN), na prática, expressava a variação inflacionária medida pelo IPC - Índice de Preços ao Consumidor IBGE.
Era uma espécie de "moeda" que facilitava cálculos de correção monetária, sendo que o seu valor nominal estava em paridade com o padrão monetário Cruzado Novo, sendo que o título entrou em substituição as antigas OTNs [carece de fontes?]
Tanto o BTN como o IPC foram extintos em janeiro de 1991
O BTN foi criado com a finalidade de prover o Tesouro Nacional de recursos necessários à manutenção do equilíbrio orçamentário ou para a realização de operações de crédito por antecipação de receita
O BTN podia ser emitido, ainda, para troca voluntária por Bônus da Dívida Externa Brasileira, objeto de permuta por dívida externa do setor público, registrada no Banco Central do Brasil
A atualização nominal do BTN se dava mensalmente pelo IPC

## Características
- prazo: até 25 anos;
- remuneração: juros máximos de 12% a.a., calculados sobre o valor nominal atualizado monetariamente e pagos semestralmente;
- valor nominal: NCz$1,00 (um cruzado novo), em fevereiro de 1989;
- forma de colocação: oferta pública, com a realização de leilões;
- modalidade: nominativa-transferível.